# Unione Popolare Africana di Zimbabwe
L'Unione Popolare Africana dello Zimbabwe (in inglese Zimbabwe African People's Union - ZAPU) è un partito politico dello Zimbabwe fondato nel 1961 da Joshua Nkomo, dopo la messa al bando dei suoi due predecessori: il Congresso Nazionale Africano (ANC) e il Partito Nazionalista Democratico (NDP). 
Nel 1987 si unisce all'Unione Nazionale Africana di Zimbabwe (ZANU) per formare l'Unione Nazionale Africana di Zimbabwe - Fronte Patriottico (ZANU-PF), ma nel 2008 il partito viene rilanciato da un gruppo di fuoriusciti dallo ZANU-PF.

## Storia
Lo scopo di questo partito era di portare al governo in Rhodesia (fino al 1965 Rhodesia del sud) la maggioranza nera. All'inizio la ZAPU perseguiva i propri obiettivi in modo pacifico, ma quando Nkomo si recò in Inghilterra e all'ONU alla ricerca di appoggi, venne aspramente criticato per la sua posizione moderata. Egli si affrettò allora a rientrare ed iniziò una campagna che incitava all'uso della violenza come ultima risorsa per raggiungere gli scopi dell'Unione, che, nel 1962, fu messa al bando. 
Nel periodo 1960-1962 gli atti violenti si limitarono a casi di sabotaggio, incendi e intimidazioni con l'uso di bombe artigianali. Il fronte nazionalista si divise tra i sostenitori di Nkomo, favorevoli alla costituzione di un governo in esilio, ed i sostenitori del reverendo Ndabaningi Sithole, già fondatore dell'NDP insieme a Nkomo, che preferivano continuare la lotta nel paese. Tali conflitti portarono nell'agosto del 1963 alla formazione dello ZANU (Unione Nazionale Africana di Zimbabwe). Nonostante entrambi i gruppi perseguissero lo stesso obbiettivo, fra essi scoppiò una vera e propria guerra e chiari segni indicavano che il dissenso era dovuto a motivazioni di tipo tribale.
Sia la ZAPU che la ZANU furono bandite ed entrambe trasferirono il proprio quartier generale nello Zambia. I tentativi di infiltrarsi in Rhodesia, agendo insieme all'ANC sudafricano, risultarono fallimentari. Anzi la collaborazione con i sudafricani spinse il governo rhodesiano a chiedere l'invio di contingenti della polizia paramilitare sudafricana. 
Nel 1964 lo ZAPU organizzò corsi per guerriglieri in Unione Sovietica, nella Repubblica Popolare Cinese e nella Corea del Nord. Nello stesso periodo simili corsi vedevano coinvolti gli uomini della ZANU nel Ghana e in Tanzania. Il sostegno straniero aumentò ulteriormente dalla metà degli anni settanta, in particolare ad opera dell'Unione Sovietica. Lo ZAPU infatti si caratterizzò per posizioni filo-sovietiche, a differenza dello ZANU, che si allineò alle posizioni del comunismo cinese.
Nel 1976 ZAPU e ZANU diedero vita al Fronte patriottico, un'alleanza politico-militare che gestì il processo di transizione dal regime di apartheid al potere della maggioranza nera. 

## Sviluppi politici e militari
Alle elezioni del 1980, il FP-ZAPU ottenne il 24% dei consensi, contro il 63% dello ZANU-FP guidato da Robert Mugabe. Nel 1983 la Quinta brigata dell'esercito, addestrata da consulenti nord-coreani, entrò nell'area a maggiore concentrazione di sostenitori dello ZAPU, il Matabeleland, dando luogo alla repressione detta Gukurahundi.
Alle politiche del 1985 lo ZANU incrementò i propri voti al 77,2%, mentre lo ZAPU scese al 19%.
Nel 1987 lo ZAPU accettò di entrare nell'Unione Nazionale Africana di Zimbabwe - Fronte Patriottico (ZANU-FP), con Mugabe come presidente e Joshua Nkomo - rientrato dall'esilio a Londra - come vicepresidente.
Nel Congresso del 2009, a Bulawayo, il partito ruppe definitivamente l'alleanza con il partito di Robert Mugabe.